# Püggen
Püggen è una località del comune tedesco di Kuhfelde, nella Sassonia-Anhalt.

Conta (2006) 47 abitanti.

## Storia
Püggen costituì un comune autonomo fino al 1º luglio 2009.